# Sorrento, Louisiana
Sorrento är en ort i Ascension Parish i delstaten Louisiana, USA.